# Матова (тауншип, Миннесота)
Матова (англ. Mahtowa) — тауншип в округе Карлтон, Миннесота, США. На 2000 год его население составило 494 человека.

## География
По данным Бюро переписи населения США площадь тауншипа составляет 62,5 км², из которых 61,7 км² занимает суша, а 0,9 км² — вода (1,41 %).

## Демография
По данным переписи населения 2000 года здесь находились 494 человека, 189 домохозяйств и 147 семей.  Плотность населения —  8,0 чел./км².  На территории тауншипа расположено 211 построек со средней плотностью 3,4 построек на один квадратный километр. Расовый состав населения: 96,56 % белых, 0,20 % афроамериканцев, 1,01 % коренных американцев, 0,40 % азиатов, 0,40 % — других рас США и 1,42 % приходится на две или более других рас. Испанцы или латиноамериканцы любой расы составляли 0,61 % от популяции тауншипа. 27,1 % населения составляли шведов, 19,3 % немцы, 13,2 % норвежцев, 9,2 % Finnish, 6,7 % English и 5,6 % Polish по данным переписи населения 2000 года.
Из 189 домохозяйств в 33,3 % воспитывались дети до 18 лет, в 65,1 % проживали супружеские пары, в 6,9 % проживали незамужние женщины и в 22,2 % домохозяйств проживали несемейные люди. 19,6 % домохозяйств состояли из одного человека, при том 9,5 % из — одиноких пожилых людей старше 65 лет. Средний размер домохозяйства — 2,61, а семьи — 2,96 человека.
24,7 % населения — младше 18 лет, 7,1 % — в возрасте от 18 до 24 лет, 26,3 % — от 25 до 44, 29,6 % — от 45 до 64, и 12,3 % — старше 65 лет. Средний возраст — 41 год. На каждые 100 женщин приходилось 101,6 мужчин.  На каждые 100 женщин старше 18 приходилось 100,0 мужчин.
Средний годовой доход домохозяйства составлял 43 750 долларов, а средний годовой доход семьи —  53 750 долларов. Средний доход мужчин —  42 375  долларов, в то время как у женщин — 24 531. Доход на душу населения составил 17 832 доллара. За чертой бедности находились 5,0 % семей и 4,1 % всего населения тауншипа, из которых 0,8 % младше 18 и 8,7 % старше 65 лет.